# Top Four Cup
Puchar Czwórki Najlepszych (ang. Top Four Cup) – trofeum przyznawane zwycięskiej drużynie turnieju piłkarskiego rozgrywanego pomiędzy aktualnymi medalistami Mistrzostw Irlandii oraz zdobywcą Pucharu Irlandii w danym sezonie. Rozgrywki odbywały się w latach 1955–1973.

## Historia
Turniej po raz pierwszy odbył się w sezonie 1955/56, a ostatni w sezonie 1973/74. Został rozegrany pod koniec sezonu. Shamrock Rovers F.C. byli inauguracyjnymi zwycięzcami, a następnie wystąpili w siedmiu finałach. Waterford F.C. wygrał zawody najwięcej razy, w sumie pięć razy.[1] Rozgrywki były sponsorowane przez Irish Independent, a trofeum był również znany jako Independent Cup. Puchar został ostatnio zdobyty przez Cork Celtic F.C. i jest obecnie wystawiany w Evergreen Bar w Turners Cross w Cork. Pod koniec lat 60. XX wieku  Północnoirlandzka Liga Piłkarska zorganizowała również podobne rozgrywki zwane Top Four Cup. W latach 1998–2001 FAI zorganizowała turniej o podobnym formacie, znane jako FAI Super Cup.

## Format
Turniej o Puchar Czwórki Najlepszych rozgrywany był po zakończeniu każdego sezonu. Wszystkie edycje rozpoczynały się z dwóch meczów półfinałowych, potem przegrani walczyli w meczu o 3 miejsce, a zwycięzcy przechodziły do finału. W przypadku remisu po upływie regulaminowego czasu gry przeprowadzana była powtórka, jeżeli i ona nie wyłoniła zwycięzcę to zarządzana była kolejna powtórka. W ostatniej edycji po remisie od razu wykonywana była seria rzutów karnych.

## Zwycięzcy i finaliści
| Sezon                                          | K   | K                      | T | Zwycięzca        | Wynik | Finalista       | Data, miejsce            | Uwagi   |
| Puchar Czwórki Najlepszych (ang. Top Four Cup) |     |                        |   |                  |       |                 |                          |         |
| 1955/56                                        |     |                        | 1 | Shamrock Rovers  | 1:0   | Waterford       | Dalymount Park, Dublin   | 4 kluby |
| 1956/57                                        |     |                        | 1 | Evergreen United | 2:1   | Drumcondra      | Dalymount Park, Dublin   | 4 kluby |
| 1957/58                                        |     |                        | 2 | Shamrock Rovers  | 2:1   | Drumcondra      | Dalymount Park, Dublin   | 4 kluby |
| 1958/59                                        |     |                        | 2 | Evergreen United | 1:0   | Shamrock Rovers | Dalymount Park, Dublin   | 4 kluby |
| 1959/60                                        |     |                        | 3 | Cork Celtic      | 2:1   | Shelbourne      | Dalymount Park, Dublin   | 4 kluby |
| 1960/61                                        |     |                        | 1 | Drumcondra       | 1:1   | Cork Celtic     | Dalymount Park, Dublin   | 4 kluby |
| 1960/61                                        | 2:2 | The Mardyke, Cork      | 1 | Drumcondra       |       | Cork Celtic     |                          | 4 kluby |
| 1960/61                                        | 3:0 | Tolka Park, Dublin     | 1 | Drumcondra       |       | Cork Celtic     |                          | 4 kluby |
| 1961/62                                        |     |                        | 1 | Shelbourne       | 2:1   | Cork Celtic     | Dalymount Park, Dublin   | 4 kluby |
| 1962/63                                        |     |                        | 2 | Drumcondra       | 2:2   | Cork Celtic     | Tolka Park, Dublin       | 4 kluby |
| 1962/63                                        | 4:3 | Turners Cross, Cork    | 2 | Drumcondra       |       | Cork Celtic     |                          | 4 kluby |
| 1963/64                                        |     |                        | 1 | Dundalk          | 0:0   | Limerick        | Dalymount Park, Dublin   | 4 kluby |
| 1963/64                                        | 2:0 | Tolka Park, Dublin     | 1 | Dundalk          |       | Limerick        |                          | 4 kluby |
| 1964/65                                        |     |                        | 3 | Drumcondra       | 3:0   | Shamrock Rovers | Dalymount Park, Dublin   | 4 kluby |
| 1965/66                                        |     |                        | 3 | Shamrock Rovers  | 3:3   | Bohemians       | Dalymount Park, Dublin   | 4 kluby |
| 1965/66                                        | 1:1 | Tolka Park, Dublin     | 3 | Shamrock Rovers  |       | Bohemians       |                          | 4 kluby |
| 1965/66                                        | 3:0 | Dalymount Park, Dublin | 3 | Shamrock Rovers  |       | Bohemians       |                          | 4 kluby |
| 1966/67                                        |     |                        | 2 | Dundalk          | 0:0   | Bohemians       | Dalymount Park, Dublin   | 4 kluby |
| 1966/67                                        | 2:1 | Tolka Park, Dublin     | 2 | Dundalk          |       | Bohemians       |                          | 4 kluby |
| 1967/68                                        |     |                        | 1 | Waterford        | 3:2   | Shamrock Rovers | Tolka Park, Dublin       | 4 kluby |
| 1968/69                                        |     |                        | 2 | Waterford        | 2:0   | Shamrock Rovers | Tolka Park, Dublin       | 4 kluby |
| 1969/70                                        |     |                        | 3 | Waterford        | 6:2   | Cork Hibernians | Kilcohan Park, Waterford | 4 kluby |
| 1970/71                                        |     |                        | 4 | Waterford        | 3:0   | Cork Hibernians | Tolka Park, Dublin       | 4 kluby |
| 1971/72                                        |     |                        | 1 | Bohemians        | 2:1   | Finn Harps      | Dalymount Park, Dublin   | 4 kluby |
| 1972/73                                        |     |                        | 5 | Waterford        | 6:2   | Bohemians       | Tolka Park, Dublin       | 4 kluby |
| 1973/74                                        |     |                        | 4 | Cork Celtic      | 0:0   | Bohemians       | Flower Lodge, Cork       | 4 kluby |

## Statystyka

### Klasyfikacja według klubów
W dotychczasowej historii finałów o Top Four Cup na podium oficjalnie stawało w sumie 7 drużyn. Liderem klasyfikacji jest Waterford F.C., który zdobył trofeum 5 razy.
Stan na 31.05.2022. 
| Lp. | Klub            | Zdobywca | Finalista | Zwycięskie sezony      | Przegrane finały       |   |   |                              |      |
| --- | --------------- | -------- | --------- | ---------------------- | ---------------------- | - | - | ---------------------------- | ---- |
| Lp. | Klub            | 1.       | Waterford | Zwycięskie sezony      | Przegrane finały       | 5 | 1 | 1968, 1969, 1970, 1971, 1973 | 1956 |
| 2.  | Cork Celtic     | 4        | 3         | 1957, 1959, 1960, 1974 | 1961, 1962, 1963       |   |   |                              |      |
| 3.  | Shamrock Rovers | 3        | 4         | 1956, 1958, 1966       | 1959, 1965, 1968, 1969 |   |   |                              |      |
| 4.  | Drumcondra      | 3        | 2         | 1961, 1963, 1965       | 1957, 1958             |   |   |                              |      |
| 5.  | Dundalk         | 2        | 0         | 1964, 1967             |                        |   |   |                              |      |
| 6.  | Shelbourne      | 1        | 1         | 1962                   | 1960                   |   |   |                              |      |
| 7.  | Bohemians       | 1        | 4         | 1972                   | 1966, 1967, 1973, 1974 |   |   |                              |      |
| 8.  | Cork Hibernians | 0        | 2         |                        | 1970, 1971             |   |   |                              |      |
| 9.  | Limerick        | 0        | 1         |                        | 1964                   |   |   |                              |      |
| 9.  | Finn Harps      | 0        | 1         |                        | 1972                   |   |   |                              |      |

### Klasyfikacja według miast
Stan na 31.05.2022.
| Miasto    | Liczba tytułów | Kluby                                                                                 |
| --------- | -------------- | ------------------------------------------------------------------------------------- |
| Dublin    | 8              | Shamrock Rovers F.C. (3), Drumcondra F.C. (3), Shelbourne F.C. (1), Bohemian F.C. (1) |
| Waterford | 5              | Waterford F.C. (5)                                                                    |
| Waterford | 4              | Cork Celtic F.C. (4)                                                                  |
| Dundalk   | 2              | Dundalk F.C. (2)                                                                      |